# The Exterminator
The Exterminator (br: O Exterminador) é um filme produzido nos Estados Unidos em 1980, escrito e dirigido por James Glickenhaus.

## Sinopse
Veteranos da Guerra do Vietnã, John e Michael agora trabalham como estivadores num depósito que fica no bairro pobre do Bronx em Nova York. Certo dia, Michael flagra uns folgados saqueando cerveja de um dos depósitos onde trabalha e dá uma lição neles. Poucas horas depois, ele é brutalmente atacado pelos mesmos marginais, sendo apunhalado e surrado. Acaba no hospital, paralítico e sem chances de caminhar novamente. John fica completamente transtornado com o episódio e se transforma em um vingador usando o seu antigo equipamento do exército, ele sai em uma cruzada para limpar as ruas de Nova York dos bandidos, usando o nome de “O Exterminador”.  

## Elenco
- Christopher George....   Detetive James Dalton
- Samantha Eggar.... Dr. Megan Stewart
- Robert Ginty... John Eastland
- Tony DiBenedetto.... Chicken Pimp
- Dick Boccelli.... Gino Pontivini
- Patrick Farrelly.... Shaw, Agente da CIA
- Michele Harrell.... Maria Jefferson
- David Lipman.... O Senador do Estado
- Cindy Wilks.... Candy
- Steve James... Michael Jefferson
- Samuel L. Jackson.... Extra (não creditado)